# Sakib
Sakib (en arabe: ساكب) est une ville jordanienne dans le coin nord du pays, sur une distance de 8.6 kilomètres à l'ouest de la ville de Jerash. Sakib est situé sur la route qui relie Jerash et Ajloun. Il est proche de plusieurs montagnes surplombant la capitale, Amman, ainsi que la province de Jerash et la plupart des villages de la province.

## Démographie
En 2015, Sakib comptait 11 586 habitants.